# Kult (bok)
Kult är en facklitterär bok skriven av författaren Tomas Lidbeck, som utgavs av Bibliotekstjänst 2003, med syftet att lyfta fram författare som haft ett utanförskap. Boken har undertiteln "outsiders och särlingar i litteraturen", och är till ena delen en litteraturhistorisk översikt av ämnet, och till den andra en samling författarporträtt.

## Författare som porträtteras
- Paul Auster
- Djuna Barnes
- Paul Bowles
- Charles Bukowski
- Michail Bulgakov
- William S. Burroughs
- Louis-Ferdinand Céline
- Bruce Chatwin
- Sture Dahlström
- Isabelle Eberhardt
- William Gibson
- Allen Ginsberg
- Jack Kerouac
- Henri Michaux
- Flann O'Brien
- Dorothy Parker
- Georges Perec
- Sylvia Plath
- Thomas Pynchon
- Raymond Queneau
- Jean Rhys
- Hunter S Thompson
- Boris Vian
- Tom Wolfe
- Bruno K Öijer